# Bataille de Redon (14 novembre 1799)
Pour les articles homonymes, voir Bataille de Redon.
Chouannerie
Batailles
La deuxième bataille de Redon se déroule le 14 novembre 1799 lors de la chouannerie. Elle s'achève par la victoire des républicains, qui reprennent la ville de Redon aux chouans.

## Prélude
Après la prise de Redon par les chouans le 10 novembre, plusieurs colonnes républicaines se mettent en mouvement en vue de reprendre la ville. Dès le lendemain, la première colonne tombe dans une embuscade à Tournebride, au nord-ouest de la ville, et se replie aussitôt sur Lohéac. Le même jour, une autre colonne, sortie de Rennes et forte de 300 hommes, arrive aux abords de Redon, mais elle bat rapidement en retraite face aux nombre des insurgés. Le 12 novembre, une troisième colonne sortie de Vannes et commandée par le chef de bataillon Fenant occupe Muzillac, où elle saisit sans combattre 68 charretées de grains. 
De son côté, le commandant des chouans, Louis de Sol de Grisolles, n'a pas l'intention de s'attarder à Redon. Il fait évacuer dans des charrettes les fournitures, les armes et la poudre conquises lors de la prise de la ville et fait filer différents convois vers Béganne, Caden et Rieux, dans le Morbihan. Il réquisitionne également des charpentiers pour des affûts de campagne pour les canons et les pierriers capturés à Redon. L'évacuation de la ville est alors envisagée pour le 16 ou le 17 novembre.

## Déroulement
À Rennes, le général Michaud envoie le général Gency avec 300 hommes pour se joindre aux 300 autres déjà envoyés. Désormais forts de 600 hommes,, les républicains, commandés par Gency et Lespinasse, attaquent Redon le 14 novembre, vers 9 ou 10 heures du matin.
Les affrontements s'engagent à la Maison blanche, à une demi-lieue de la ville. De Sol de Grisolles préfère éviter le combat et ordonne rapidement l'évacuation. Cependant la retraite se transforme en fuite et presque en déroute,. La plupart des chouans franchissent le pont à l'est et disparaissent dans la forêt de Sévérac ou la forêt du Gâvre. Des fuyards sont poursuivis sur la route de Nantes sur près de deux lieues. D'autres se dispersent en direction du sud-ouest et gagnent principalement le château de la Saulaye et le château de Trégouët, à Béganne. Selon Gency, les pertes des chouans sont d'« à peu près treize » morts, dont un chef, Gaspart, et beaucoup de blessés.

## Conséquences
Peu après la reprise de la ville, le général Gency est averti par un patriote de La Roche-Bernard, Guibert, président de l'Assemblée cantonale, qu'une partie du butin de De Sol a été cachée à Béganne. Une partie de sa colonne s'y rend immédiatement et surprend les chouans en plein repas. Ces derniers prennent aussitôt la fuite en abandonnant leur soupe, « qui se trouva à propos pour les républicains ». Au cours de la fouille des environs, les hommes de Gency parviennent à reprendre 25 charrettes sur les 68 cachées par les chouans,,. Les canons et les pierriers perdus à Redon ne sont pas  retrouvés.